# Kurt Monglowsky
Kurt Monglowsky (* 18. April 1891 in Ingolstadt; † 14. Oktober 1973 in München) war ein deutscher Verwaltungsjurist und Landrat.

## Leben
Nach dem Abitur am Maximiliansgymnasium München und dem Besuch einer privaten Handelsschule in Neuveville im Kanton Bern studierte Kurt Monglowsky Rechtswissenschaften an der Ludwig-Maximilians-Universität München, der Julius-Maximilians-Universität Würzburg und der Humboldt-Universität zu Berlin und leistete Kriegsdienst, bevor er nach abgelegter erster juristischer Staatsprüfung den dreijährigen Vorbereitungsdienst (Referendariat) antreten konnte. 1920 folgte das Große juristische Staatsexamen, nachdem er im Jahr zuvor in Würzburg zum Dr. jur. und Dr. rer. pol. promoviert hatte. Im März 1921 zum Regierungsassessor ernannt, folgte zunächst eine Geschäftsaushilfe beim Bezirksamt Neustadt an der Saale, bevor er als Bezirksamtmann Leiter des Bezirksamtes Lohr wurde. 1929 zum Regierungsrat ernannt und zur Polizeidirektion Würzburg versetzt, kam im September 1937 die Ernennung zum Bezirksamtsvorstand (ab 1939 Landrat) des Bezirksamtes Schweinfurt (ab 1939 Landkreis Schweinfurt).
Nach der Besetzung des Sudetenlandes durch die deutsche Wehrmacht wurde er im Oktober 1938 für die Dauer eines Jahres zum Landkreis Asch abgeordnet. Am 18. April 1945 wurde er seines Amtes als Schweinfurter Landrat enthoben und bis zum 25. Juli 1947 in Hammelburg und Dachau interniert. Im Entnazifizierungsverfahren wurde er durch die Spruchkammer Lohr als Mitläufer eingestuft, so dass er den Dienst als juristischer Nebenbeamter bei der Regierung von Unterfranken wieder aufnehmen konnte. 1949 zum Oberregierungsrat und 1951 zum Regierungsdirektor ernannt, folgte zum 1. Juni 1952 die Ernennung zum Regierungsvizepräsidenten der Regierung von Schwaben. Zum 1. Mai 1956 wurde er in den Ruhestand verabschiedet.
Monglowsky war in den Jahren von 1923 bis 1925 im Bund Bayern und Reich aktiv und zum 1. Mai 1933 in die NSDAP eingetreten (Mitgliedsnummer 3.439.997).